# Protaphorura cykini
Protaphorura armata (лат.) — троглобионтный вид ногохвосток из семейства Onychiuridae. Россия, Иркутская область. Обнаружен в холодной карстовой пещере. Облигатный пещерный вид, крупнейший в своём роду, его длина от 4,3 до 5,6 мм. Отличается характерной псевдооцеллярной формулой 3(2)2/022/33343, большим количеством везикл (vesicles) на постантеннальном органе (65-71) и субапикальным органитом (organite), защищённом двумя папиллами. Вид был впервые описан в 2017 году энтомологами из Чехии Andrea Parimuchová, Ľubomír Kováč (Department Institute of Biology and Ecology, Университет Павла Йозефа Шафарика, Кошице, Чехия), Martina Žurovcová (Institute of Entomology, Академия наук Чехии, Прага) и Ольгой Ивановной Кадебской из России (Горный институт УрО РАН и Пермский государственный университет, Пермь).